# 乌兰乌苏浑迪
乌兰乌苏浑迪，位于中华人民共和国内蒙古自治区锡林郭勒盟东乌珠穆沁旗北部的一条河流，上游称沙巴尔台高勒，发源于巴音胡硕镇（属于乌拉盖管委会）乌兰哈达嘎查东北乌兰哈德山，蜿蜒向西流，于乌兰珠力和山以北注入绍荣根诺尔。绍荣根诺尔为一过水湖泊，水满后向北补给准沙巴尔诺尔，向西穿过沼泽及一些小湖，最后注入伊和沙巴尔诺尔。至伊和沙巴尔诺尔止，河长169.3千米，集水面积5402.12平方千米，河道平均比降1.01‰。乌兰乌苏浑迪属于典型的草原性河流，河道弯曲，河谷开阔，河槽浅宽，水流平缓，中下游两岸多湖泊沼泽地。绍荣根诺尔以下无明显河床，大部分为沼泽和连续的小湖泊。